# (36497) 2000 QN49
2000 QN49 (asteroide 36497) é um asteroide da cintura principal. Possui uma excentricidade de 0.07936340 e uma inclinação de 3.07798º.
Este asteroide foi descoberto no dia 24 de agosto de 2000 por LINEAR em Socorro.